# Marcin Krzyształowicz
Marcin Krzyształowicz (ur. 19 kwietnia 1969 w Krakowie) – polski reżyser i scenarzysta filmowy.
Absolwent Wydziału Psychologii Uniwersytetu Jagiellońskiego oraz Wydziału Reżyserii PWSFTviT w Łodzi. Laureat kilkunastu nagród filmowych w tym zdobywca Polskiej Nagrody Filmowej, Orzeł w kategorii najlepszy film.

## Filmografia
- Głosy w ciemności (1994) obsada aktorska
- Listy (1996) scenariusz, reżyseria i montaż
- Casting (1997) scenariusz i reżyseria
- Coś mi zabrano (1999) scenariusz, reżyseria i kierownictwo produkcji
- Eukaliptus (2001) scenariusz i reżyseria
- Koniec wakacji (2003) scenariusz i reżyseria
- Na Wspólnej (2003–2011) reżyseria {(odc. 117-121, 147-151, 187-191, 207-211, 232-236, 287-290, 316-325, 341-345, 381-385, 406-410, 436-440, 471-475, 496-500, 521-525, 546-550, 576-580, 596-600, 616-620, 636-640, 666-670, 681-685, 696-700, 711-715, 731-735, 746-750, 761-765, 776-780, 801-805, 826-830, 861-864, 896-900, 921-925, 946-950, 971-975, 1016-1020, 1041-1045, 1066-1070, 1116-1120, 1146-1150, 1166-1170, 1191-1195, 1226-1230, 1336-1341, 1371-1375, 1411-1415, 1466-1470, 1501-1505, 1521-1525, 1551-1555, 1576-1580)
- Egzamin z życia (2006) reżyseria (odc. 55 i 56)
- BrzydUla (2008–2009) reżyseria (odc. 41–45, 71–80, 221–225)
- Obława (2012) scenariusz i reżyseria
- Tradycja (2013) scenariusz i reżyseria
- Kocham. Enter (2013) reżyseria (odc. 12-13)
- Pani z przedszkola (2014) scenariusz i reżyseria
- M jak miłość (2014–2017) reżyseria (odc. 1107–1109, 1155–1157, 1179-1183, 1203-1205, 1230-1231, 1240-1242, 1264-1266 i 1300)
- Pan T. (2019) scenariusz i reżyseria

## Wybrane nagrody i nominacje
- 2001 – Nagroda publiczności na Koszalińskim Festiwalu Debiutów Filmowych „Młodzi i Film” za film Eukaliptus
- 2009 – Nagroda dla najlepszego scenariusz filmu fabularnego Hauptsturmfuhrer na Międzynarodowym Festiwalu Scenarzystów „Interscenario” we Wrocławiu
- 2012 – Srebrne Lwy na Festiwalu Filmowym w Gdyni za film Obława
- 2013 – nominacja do Polskiej Nagrody Filmowej, Orzeł za scenariusz filmu Obława
- 2013 – nominacja do Polskiej Nagrody Filmowej, Orzeł w kategorii za reżyserię filmu Obława
- 2013 – Polska Nagroda Filmowa, Orzeł za film Obława
- 2015 – Nagroda dziennikarzy na Ogólnopolskim Festiwalu Sztuki Filmowej „Prowincjnalia” we Wrześni za film Pani z przedszkola